# تانوماستات
تانوماستات (به انگلیسی: Tanomastat) یک ترکیب شیمیایی با شناسه پاب‌کم 4-(4'-chlorobiphenyl-4-yl)-4-oxo-2-[(phenylsulfanyl)methyl]butanoic acid است. 